# Robert Thomsen
Robert Thomsen (* 15. Juli 1858 in Hamburg; † 26. Oktober 1914 in Bonn) war ein deutscher Mediziner und Psychiater.
Thomsen studierte Medizin in Tübingen, Leipzig und Göttingen, wo er 1881 promovierte und danach bis 1883 zunächst Assistent von Ludwig Meyer in Göttingen und Daniel Wilhelm Reye in Hamburg-Friedrichsberg war. 1883 wurde er Assistent von Carl Westphal an der Psychiatrischen Klinik der Charité und habilitierte sich 1886. Dabei vertrat er den erkrankten Westphal auch als Leiter der Klinik und in dessen Vorlesungen. 1888 wurde er Nachfolger von Adolf Freisberg als Leiter der privaten Nervenklinik von Carl Hertz in Bonn (Hertz`sche Privatanstalt). Er modernisierte sie von einer Pflege- zu einer Heilanstalt für Nervenkrankheiten und Psychosen. In den Anfangsjahren in Bonn hielt er auch eine Nervenpoliklinik ab. Er starb an einem Nierentumor. Sein Nachfolger war Georg Alexander Wilhelmy.
Seine Vorlesungen in Bonn betrafen vor allem Themen der forensischen Psychiatrie. In der Geschichte der Klassifikation der Zwangsstörungen bis hin zu den neueren in DSM-5 und ICD-10 verwendeten Klassifikationssystemen spielen die Arbeiten von Westphal und dessen Schüler Thomsen eine zentrale Rolle. Westphal erkannte 1877 deren eigenständige Rolle im Gegensatz zu Richard von Krafft-Ebing, der den Begriff 1867 einführte. Thomsen übernahm als einer der wenigen Psychiater damals Westphals Einschätzung und verfeinerte die Klassifikation in solche, die ein eigenes Krankheitsbild darstellen (idiopathisch) und solche die Folge anderer Geisteskrankheiten sind (deuteropathisch).
1895 erhielt er den Professorentitel, wurde 1911 Mitglied des Medizinal-Kollegiums der Rheinprovinz und 1914 Medizinalrat.

## Schriften (Auswahl)
- Die traumatischen Neurosen, Berlin 1889
- Die Anwendung der Hydrotherapie und Balneotherapie bei psychischen Erkrankungen, Allgemeine Zeitschrift für Psychiatrie, Band  55, 1898, S. 721–747
- Klinische Beiträge zur Lehre von den Zwangsvorstellungen und verwandten psychischen Zuständen, Archiv für Psychiatrie und Nervenkrankheiten, Band 27, 1895, S. 319–385
- Untersuchungen über den Begriff des Verbrechensmotivs, München: Beck 1902
- Zur Klinik und Aerologie der Zwangserscheinungen, über Zwangshallucinationen und über die Beziehungen der Zwangsvorstellungen zur Hysterie, Archiv für Psychiatrie und Nervenkrankheiten, Band  44, 1908, S. 1–58
- Die akute Paranoia, Archiv für Psychiatrie und  Nervenkrankheiten, Band 45, 1909, S. 803–934.